# Romain Mari
 (juin 2021).
Pour les articles homonymes, voir Mari.
Romain Mari, née le 7 octobre 1996 à Autun, est un skieur acrobatique français spécialiste du skicross.

## Biographie
Romain Mari passe son enfance entre le Morvan et la Savoie. Son grand père est guide de haute montagne, son père est compétiteur en ski cross.
Après avoir pratiqué le ski alpin, Romain Mari démarre le ski cross à 19 ans.
Après deux saisons au niveau européen, il participe à sa première Coupe du monde de ski[source insuffisante] à Val Thorens en 2017.
En mars 2021, il remporte le classement générale de la Coupe d'Europe de Ski cross 2021 .

### Coupe d'Europe
En mars 2021, à San Pellegrino, il remporte le classement général de la coupe d'Europe de ski cross. Cette victoire est liée à son palmarès, notamment grâce à deux deuxièmes places à Reiteralm en Autriche durant la même saison.
| Saisons   | Position |
| --------- | -------- |
| 2015-2016 | 55e      |
| 2016-2017 | 13e      |
| 2017-2018 | 15e      |
| 2018-2019 | 7e       |
| 2019-2020 | 5e       |
| 2020-2021 | 1er      |

### Coupe du monde
Après des débuts compliqués il atteint la 14e place à la coupe du monde de Megève en 2019 et marque ces premier points.
Lors de l’ouverture de la saison de Coupe du monde de ski acrobatique 2020-2021 il prend la 17e place  à Val Thorens[réf. nécessaire] .